# جارية (أفعى)
جَارية أو ابن قترة أو قُصرى أو قُصيرى أو حية قَرعَاء هي أفعى لها نتوّان صغيران في رأسها كأنهما قرنان وهي من أخبث الحيات تندسّ في الرمال فإذا مرّ بها أحد لدغته ومن أسماء هذه الحية حَارية عن الدميري.